# Ronde van Lombardije 1939
De Ronde van Lombardije 1939 was de 35e editie van deze eendaagse Italiaanse wielerwedstrijd, en werd verreden op zondag 22 oktober 1939. Het parcours leidde van Milaan naar Milaan en ging over een afstand van 231 kilometer. De Italiaan Gino Bartali won door middel van een solo van 60 kilometer

## Uitslag
| Ronde van Lombardije 1939 |                   |         |          |
| Plaats                    | Naam              | Ploeg   | Tijd     |
| Winnaar                   | Gino Bartali      | Legnano | 6u51'05" |
| 2                         | Adolfo Leoni      | Bianchi | +3'55"   |
| 3                         | Salvatore Crippa  | Wolsit  | z.t.     |
| 4                         | Osvaldo Bailo     | Bianchi | z.t.     |
| 5                         | Guerrino Tomasoni | Frejus  | z.t.     |
| 6                         | Olimpio Bizzi     | Frejus  | z.t.     |
| 7                         | Severino Canavesi | Frejus  | +6'41"   |
| 8                         | Secondo Magni     | Legnano | +7'16"   |
| 9                         | Glauco Servadei   | Ganna   | z.t.     |
| 10                        | Aimone Landi      | Lygie   | z.t.     |

1905 · 1906 · 1907 · 1908 · 1909 · 1910 · 1911 · 1912 · 1913 · 1914 · 1915 · 1916 · 1917 · 1918 · 1919 · 1920 · 1921 · 1922 · 1923 · 1924 · 1925 · 1926 · 1927 · 1928 · 1929 · 1930 · 1931 · 1932 · 1933 · 1934 · 1935 · 1936 · 1937 · 1938 · 1939 · 1940 · 1941 · 1942 · 1943 · 1944 · 1945 · 1946 · 1947 · 1948 · 1949 · 1950 · 1951 · 1952 · 1953 · 1954 · 1955 · 1956 · 1957 · 1958 · 1959 · 1960 · 1961 · 1962 · 1963 · 1964 · 1965 · 1966 · 1967 · 1968 · 1969 · 1970 · 1971 · 1972 · 1973 · 1974 · 1975 · 1976 · 1977 · 1978 · 1979 · 1980 · 1981 · 1982 · 1983 · 1984 · 1985 · 1986 · 1987 · 1988 · 1989 · 1990 · 1991 · 1992 · 1993 · 1994 · 1995 · 1996 · 1997 · 1998 · 1999 · 2000 · 2001 · 2002 · 2003 · 2004 · 2005 · 2006 · 2007 · 2008 · 2009 · 2010 · 2011 · 2012 · 2013 · 2014 · 2015 · 2016 · 2017 · 2018 · 2019 · 2020 · 2021 · 2022 · 2023 · 2024 · 2025